# Серебрянолобый земляной топаколо
Серебрянолобый земляной топаколо (лат. Scytalopus argentifrons) — вид воробьиных птиц из семейства топаколовых (Rhinocryptidae). Выделяют два подвида. Распространён в Центральной Америке.

## Описание
Серебрянолобый земляной топаколо имеет длину 11 см и весит 17 г. Самцы номинативного подвида в основном угольно-чёрного цвета; нижняя часть груди и брюхо более бледные. Бока и подхвостье коричневато-красные. Характерным признаком является серебристый лоб и белая бровь. Самцы S. a. chiriquensis более тёмные, с менее заметной бровью. У самок обоих подвидов нет белой брови, верхняя часть тела тёмно-коричневая, горло и грудь тёмно-серые, брюхо черноватое, а бока и подхвостье ярко-коричневато-красные. Молодь похожа на самок, но темнее, с коричневым чешуйчатым рисунком на нижней части тела.
Песня описывается как последовательность резких звуков, которые сначала быстро учащаются и становятся громче, а затем снова замедляются, продолжительностью от 5 до 10 секунд.

## Биология
Серебрянолобый земляной топаколо охотится, прыгая по земле в густом подлеске. Питается личинками, куколками и имаго насекомых. Биология размножения не исследована.

## Подвиды и распространение
Серебрянолобый земляной топаколо обитает в тропических и субтропических влажных широколиственных лесах, особенно в оврагах и вдоль ручьев. Встречается на высоте от 1000 до 3100 м над уровнем моря.
Выделяют два подвида:
- S. a. argentifrons Ridgway, 1891 — юг Коста-Рики и крайний запад Панамы
- S. a. chiriquensis Griscom, 1924 — запад Панамы